# Seda (novela)
Seda (título original en italiano: Seta) es una novela del escritor italiano Alessandro Baricco, publicada por primera vez en 1996. Fue un gran éxito editorial y fue traducida a varios idiomas.
Ubicado en el siglo XIX, narra la historia de un comerciante francés llamado Hervé Joncour, que viaja repetidamente a Japón —en aquel momento, separado de Occidente— para adquirir huevos de gusanos de seda con el fin de abastecer la industria textil de Lavilledieu, su pueblo. 
Con respecto al estilo, y según Mario Vargas Llosa, la novela destaca por su laconismo y sutileza; posee un lenguaje conciso, que recuerda a una fábula oriental. El director francés François Girard rodó en 2007 una adaptación cinematográfica bajo el título de Silk. Se estrenó al año siguiente en España como Seda y en México como Retrato de amor.

## Estilo
Se trata de una novela corta: ninguno de sus capítulos excede las tres páginas. Se destaca por su ritmo pausado y sus sutiles composiciones. Las descripciones de las prácticas de Japón corresponden a la mirada occidental, que descubre en su elegancia y en su misterio una fuente de asombro. 

## Reacciones
Un sutilísimo cruce de historia y fábula, con ritmos excelentemente estudiados...Aqui todo está reducido al hueso, esencial, aéreo.
 (Paolo de Stefano, Corriere della sera.

Seda es una bellísima historia de amor, disfrazada de libro de viajes. Hervé Joncour, el viajero, no es el verdadero protagonista, porque ésta es la historia de tres mujeres que manifiestan su amor en un gesto, que se convierte en metáfora de cada una de sus vidas.
Seda es un hermoso libro de viajes, disfrazado de historia de amor. Alessandro Baricco nos cuenta el viaje como una escena estática, que utiliza para crear la sensación de distancia, de alejamiento de las raíces. El tránsito no importa, porque ésta es la historia de otro viaje, del viaje interior de Hervé Joncour, que como muchos nómadas, termina encontrando una cierta paz en su jardín.
Seda no es una historia, es una galería en la que el autor ha colgado los retratos de sus personajes. Son telas con pocas pero hábiles pinceladas, que recrean un mundo irreal y mágico habitado por seres más parecidos a héroes mitológicos que a burgueses de finales del Siglo XIX.
Seda puede que ni siquiera sea un libro, y se trate de un complejo "Kanji", o ideograma chino, que Alessandro Baricco se ve obligado a inventar, para dar nombre a esa melancolía que produce la vida cuando pasa.
Rafael Pérez Castells.

Podría emplear una lista interminable de adjetivos cursis para calificar esta breve historia de Alexandro Baricco, sin embargo, sólo diré que el libro de Baricco no debe leerse sino contemplarse. Sí, contemplarse con los mismos ojos que podríamos observar un cuadro o una escultura. Quizás deberíamos incluso analizarlo con las mismas herramientas que nos da el arte, color, composición, etc. Seda es un ejercicio de preciosismo literario, una joya en el sentido más estricto de la palabra, con destellos cegadores, brillos refulgentes y un valor incalculable.
Pedro Díaz del Castillo.